# Regierung Lubomír Štrougal II
Die tschechoslowakische Regierung Lubomír Štrougal II, geführt durch den Ministerpräsidenten Lubomír Štrougal, befand sich im Amt vom 9. Dezember 1971 bis 11. November 1976. Sie folgte der Regierung Lubomír Štrougal I und wurde ersetzt durch die Regierung Lubomír Štrougal III.

## Regierungsbildung, Programm
Weil am 26./27. November 1971 mehrfach verschobenen Wahlen zur Nationalversammlung durchgeführt wurden, war es nach der Verfassung notwendig, eine neue Regierung ins Amt zu rufen. Dies geschah am 9. Dezember 1971.
Innenpolitisch wurde die Phase der sog. Normalisierung bereits während der Amtszeit der Vorgängerregierung Štrougal I abgeschlossen, wie auch die Regierungserklärung vom 17. Dezember 1971 feststellt. Zu den außenpolitischen Highlights gehört das Zustandekommen und die Ratifizierung des Prager Vertrags von 1973 über die gegenseitigen Beziehungen zwischen der Bundesrepublik Deutschland und der Tschechoslowakischen Sozialistischen Republik, der unter anderem die Nichtigkeit des Münchner Abkommens von 1938 über die Abtretung des Sudetengebietes feststellte.

## Regierungszusammensetzung
Die Minister befanden sich während der gesamten regulären Amtsperiode im Amt, vom 9. Dezember 1971 bis 11. November 1976 (wenn nicht anders angegeben). ,
- Ministerpräsident: Lubomír Štrougal
- stellvertretender Ministerpräsident:
  - Josef Korčák
  - Peter Colotka
  - Ján Gregor (bis 14.9.1976)
  - František Hamouz (bis 14.9.1976)
  - Karol Laco
  - Matej Lúčan
  - Rudolf Rohlíček (bis 14.12.1973)
  - Jindřich Zahradník
  - Vlastimil Ehrenberger (14.12.1973 – 2.12.1974)
  - Václav Hůla (zugleich Vorsitzender der Staatlichen Planungskommission)
  - Josef Šimon (ab 2.12.1974)
- Außenminister: Bohuslav Chňoupek
- Verteidigungsminister: Martin Dzúr
- Innenminister:
  - Radko Kaska (bis 28.2.1973)
  - Jaromír Obzina  (ab 30.3.1973)
- Finanzminister:
  - Rudolf Rohlíček (bis 14.12.1973)
  - Leopold Lér (ab 14.12.1973)
- Minister für Arbeit und Soziales: Michal Štanceľ
- Außenhandelsminister: Andrej Barčák
- Verkehrsminister:
  - Štefan Šutka (bis 21.11.1975)
  - Vladimír Blažek  (ab 21.11.1975)
- Minister für Brennstoffe und Energetik:
  - Jaromír Matušek (bis 26.9.1974)
  - Vlastimil Ehrenberger  (ab 26.9.1974)
- Minister für Metallurgie und Schwerindustrie:
  - Josef Šimon (bis 2.12.1974)
  - Zdeněk Půček  (ab 2.12.1974)
- Minister für allgemeinen Maschinenbau: Pavol Bahyl (ab 1.1.1974)
- Minister für technische und Investitionsentwicklung: Ladislav Šupka
- Landwirtschaftsminister:
  - Bohuslav Večeřa (bis 14.9.1976)
  - Josef Nágr  (ab 14.9.1976)
- Minister für Post und Telekommunikationen: Vlastimil Chalupa
- Vorsitzender (Minister) der Staatlichen Planungskommission:
  - Karol Martinka  (bis 11.9.1972)
  - Pavol Bahyl (25.1.1973 – 14.12.1973)
  - Vladimír Janza (ab 14.12.1973)
- Vorsitzender (Minister) des Föderalen Preisamtes: Michal Sabolčík
- Vorsitzender (Minister) des Ausschusses für Volkskontrolle:
  - Drahomír Kolder (bis 20.8.1972)
  - Josef Machačka (30.10.1972 – 6.2.1976)
  - František Ondřich (ab 6.2.1976)

### Parteizugehörigkeit
Die Regierung wurde gebildet aus der Einheitsliste der Nationalen Front, die aus der dominierenden Kommunistischen Partei der Tschechoslowakei sowie aus Blockparteien bestand.

### Regierungen der Teilrepubliken
Parallel zur Regierung der Tschechoslowakischen Sozialistischen Republik hatten die beiden Teilrepubliken (Tschechische Sozialistische Republik und Slowakische Sozialistische Republik, beide erst ab 1969) ebenfalls eine eigene Regierung:
- Tschechische Sozialistische Republik: Regierung Josef Korčák II (9.12.1971 – 4.11.1976)
- Slowakische Sozialistische Republik: Regierung Peter Colotka I (8.12.1971 – 4.11.1976)